# Psydrothrips luteolus
Psydrothrips luteolus är en insektsart som beskrevs av Nakahara och Tsuda 1994. Psydrothrips luteolus ingår i släktet Psydrothrips och familjen smaltripsar. Inga underarter finns listade i Catalogue of Life.